# Энива
Эни́ва (яп. 恵庭市 Энива-си) — город в Японии.
Площадь города составляет 294,87 км², население — 68 781 человек (30 июня 2014), плотность населения — 233,26 чел./км².

## География
Город Энива находится на юге острова Хоккайдо, южнее города Саппоро и севернее городов Томакомай и Титосэ. Административно входит в округ Исикари губернаторства Хоккайдо региона Хоккайдо. Соседние города — Саппоро, Китахиросима, Титосэ.

## История
Город был образован 1 ноября 1970 года. Основой для города Энива стали поселения Изари и Симамацу, выделившиеся в 1897 году из Титосэ.
В городе Энива находится парк снабжения Северной армии Японии.

## Города-партнёры
- Тимару, Новая Зеландия.